# Giấc mơ biển
Giấc mơ biển là một bộ phim truyền hình được thực hiện bởi Hãng phim Midi do Trương Dũng làm đạo diễn. Phim phát sóng vào lúc 18h00 từ Chủ Nhật đến thứ 4 hàng tuần bắt đầu từ ngày 2 tháng 6 năm 2010 và kết thúc vào ngày 25 tháng 7 năm 2010 trên kênh HTV9.

## Nội dung
Giấc mơ biển xoay quanh về kỳ nghỉ hè của Tuấn (Minh Nhựt), một cậu học sinh lớp 8 ở miền quê biển. Tuấn được ba mẹ cho lên nhà cậu Duy ở thành phố chơi và ôn tập cho kỳ thi cuối cấp. Lần đầu được lên phố thị, Tuấn phấn khởi vẽ ra nhiều viễn cảnh màu hồng khiến đám bạn làng chài vừa ước ao nhưng cũng vừa ghen tỵ.

## Diễn viên
- Minh Nhựt trong vai Tuấn[4][5]
- Trọng Nhân trong vai Viễn[6][7]
- Xuân Nghi trong vai Lan Chi
- Khương Ngọc trong vai Khoa
- Thanh Trúc trong vai Trúc Chi
- Kiều Khanh trong vai Điệp
- Trịnh Kim Chi trong vai Bà Hương

Cùng một số diễn viên khác....

## Giải thưởng
| Năm  | Giải thưởng                                | Hạng mục                                | (Người) đề cử | Kết quả  | Tham khảo |
| ---- | ------------------------------------------ | --------------------------------------- | ------------- | -------- | --------- |
| 2010 | Liên hoan truyền hình toàn quốc lần thứ 30 | Phim truyền hình                        | —             | Giải bạc | [ 8 ]     |
| 2011 | HTV Awards                                 | Nam diễn viên chính được yêu thích nhất | Khương Ngọc   | Đề cử    | [ 9 ]     |